# Alwin Michael Schronen

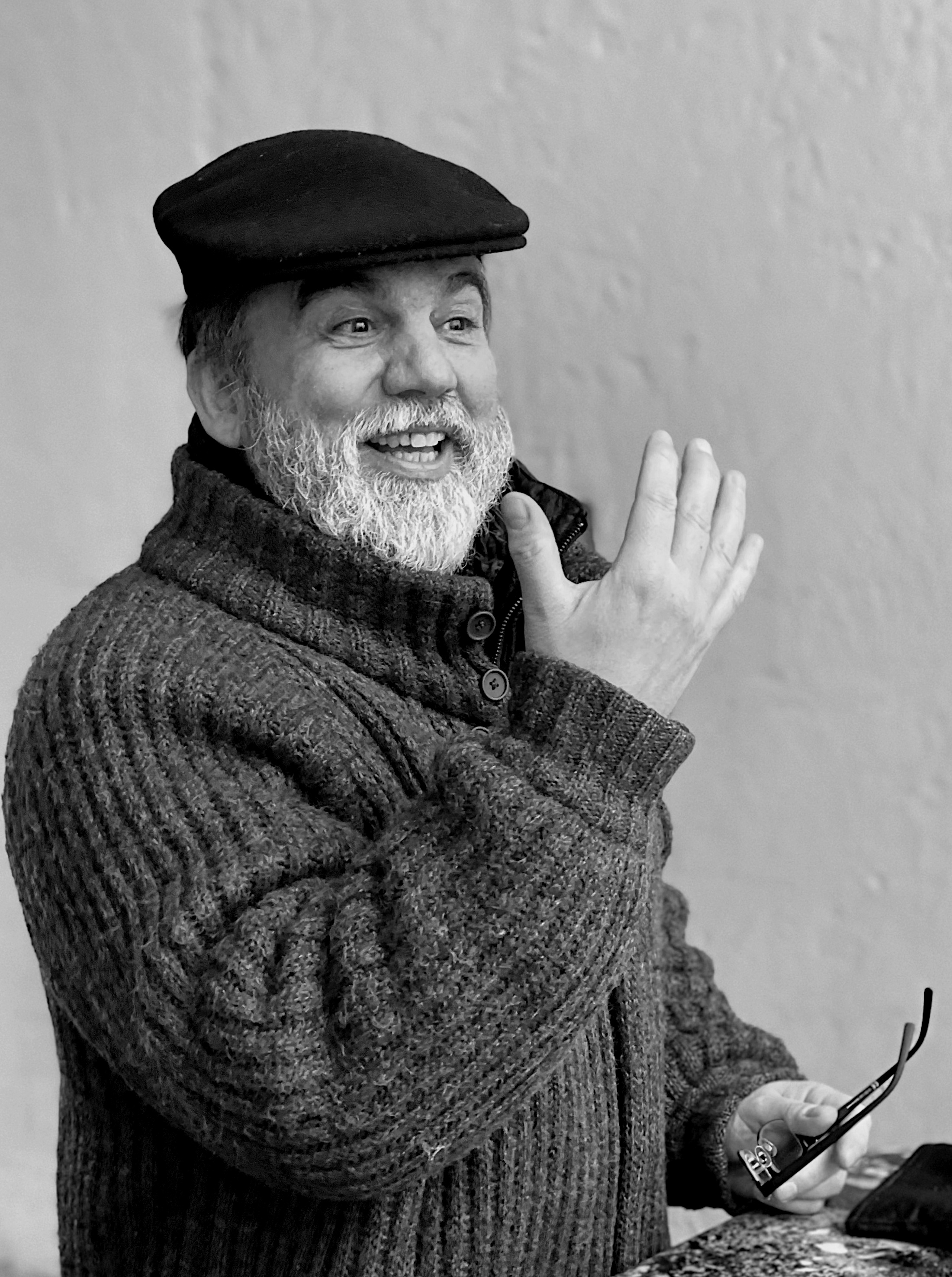
Alwin Michael Schronen

Alwin Michael Schronen (* 19. Dezember 1965 in Daleiden / Eifel / Rheinland-Pfalz) ist ein deutscher Komponist, Musikverleger, Produzent und Mundart-Liedermacher.

## Biographie
Alwin Michael Schronen erhielt als Kind ersten Instrumentalunterricht auf Trompete, Klavier und Orgel bei Josef Monter. Nach einem Studium an der Bischöflichen Kirchenmusikschule Trier studierte er an der Hochschule für Musik Saar Chorleitung bei Andreas Göpfert und Orgel bei Wolfgang Rübsam.
Ab 1989 begann seine Kompositionstätigkeit, zunächst mit dem Schwerpunkt auf geistlicher Chormusik. Heute komponiert er auch lyrische und weltliche Chor- und Instrumentalmusik.
Im selben Jahr gründete er den AS Musikverlag, der im Jahre 2022 durch das Label AS MUSIC erweitert wurde.
International bekannt wurde Alwin Michael Schronen vor allem durch seine Reise nach Kiew im Februar 2013. Dort gab der Academic Chamber Choir Kreschatyk im Beisein des Deutschen Botschafters Christof Weil ein großes Konzert mit 12 geistlichen Werken von Alwin Michael Schronen, davon vier Uraufführungen. Mittlerweile werden seine Werke auf der ganzen Welt gesungen. La "Maîtrise Notre-Dame", der Chor von Notre-Dame de Paris, unter der Leitung von Henri Chalet & Émilie Fleury sang am 14. Dezember 2021 sein "Entre le bœuf et l'âne gris" in der Église Saint-Sulpice, Paris.
Die Werke von Schronen sind regelmäßig Pflichtchorwerke bei verschiedenen Chorwettbewerben und Meisterchor-, Leistungs- und Konzertchorsingen (z. B. 2017 Harmoniefestival Lindenholzhausen, 2015 Cantarode Kerkrade Niederlande, Meisterchorsingen 2014 und 2015 in NRW und Rheinland-Pfalz). Das MAGNIFICAT für Männerchor ist Pflichtwerk beim 11. Deutschen Chorwettbewerb 2023 in Hannover.
Schronen erhielt Kompositionsaufträge von namhaften Chorleitern, u. a. Jan Schumacher, Matthias Beckert, Oliver Sperling, Jürgen Fassbender und Hans-Joachim Lustig und vertonte u. a. Gedichte des in den Vereinigten Staaten lebenden zeitgenössischen Dichters Charles Anthony Silvestri und Rainer Maria Rilke.

## Werke
Sein Œuvre umfasst über 200 Kompositionen und Bearbeitungen für alle Chorgattungen und Instrumentalwerke für verschiedene Besetzungen. Seine Werke werden national und international aufgeführt.
Männerchor – Auszug:
- Ich lebe mein Leben in wachsenden Ringen (2021) für 3stg. Männerchor a cappella
- Venite adoremus (2020) für 4 stg. Männerchor, Harfe, Cello und Flöte
- Flanders fields (2020) für 4stg. Männerchor a cappella
- Missa O sacrum convivium (2019) für 4 stg. Männerchor a cappella
- Wessobrunner Gebet (2015) für 4 stg. Männerchor, 3stg. Knabenchor, Streicher, Perkussion und Klavier
- Sterne II (2015) für 6stg. Männerchor und Obertongesang a cappella
- Der Panther (2012) für Männerchor (TTTBB) a cappella; auch als Fassung für Frauenchor
- Light & Love (2012) für Männerchor (TTTTBBBB) a cappella
- Magnificat (2013) für 4-6stg. Männerchor
- O sacrum convivium (2012) für 4stg. Männerchor a cappella

Frauenchor – Auszug:
- Reiselied (2018) für Frauenchor (SSAA) a cappella
- Psalm 122 (2015) für Frauenchor (SSAA) a cappella
- Tantum ergo (2015) für Frauenchor (SSAA) a cappella
- An den Mond (2012) für Frauenchor (SSAAA) a cappella.  2. Preis beim Kompositionswettbewerb Chorverband NRW 2012. Englische Fassung: „Moon“

Gemischter Chor – Auszug:
- Dornbirner Weihnachtskantate (2022) für Chor, Soli, Harfe, Streicher, Bläser und Perkussion
- INVICTUS (2019) für 8stg. Chor a cappella
- Bruder-Konrad-Kantate (2018) für Chor, Sopran-Solo, Orgel, Bläser und Schlagwerk
- Missa Hostadio (2018) für 4stg. gemischten Chor und Streichquartett
- Die Welt, die monden ist (2017) für gemischten Chor, Klavier und Streichquartett
- O-Antiphonen (2015) für 4stg. gemischten Chor, Orgel und Flöte
- Cantate domino (2015) für 6stg. gemischten Chor a cappella
- Agnus Dei (2012) für gemischten Chor (SSAATTBB) a cappella
- Bellum et pax (2013) für 6stg. gemischten Chor
- GLORIA (2012) für gemischten Chor (SSAATTBB) a cappella
- Hodie Christus natus est (2012) Motette für 4-8stg. gemischten Chor a cappella
- Jakobus Messe (2007) Deutsche Messe für gemischten Chor (SATB), Kantor, Gemeinde, Instrumente ad lib.
- Matthäus Messe (1996) für gemischten Chor (SATB) und Orgel oder Bläserquartett
- Missa Argentina (2013) für gemischten Chor (SATB) und Orgel ad lib. Papst Franziskus I. gewidmet
- PASSIO secundum Joannem (2009) Johannes-Passion in deutscher Sprache für gemischten Soli, gemischten Chor, Flöte, Klarinette, Violine, Orgel und Schlagwerk
- Psalm 23 – Dominus pascit me (2012) für gemischten Chor (SSAATTBB) a cappella
- Sotzweiler-Mauritius-Messe (1994) für gemischten Chor (SATB) a cappella
- Speyerer Hallelujah (2013) für gemischten Chor (SATB), Orgel und Bläser ad lib.

Instrumentalwerke – Auszug:
- Drei Tanzlieder (2006) für Bläserquartett
- String Tango (2011) für Klarinette und Gitarre
- TRIO Linchisvillare (2012) Streichtrio für zwei Violinen und Violoncello

## Uraufführungen (Auswahl)
- 2022: Dezember Uraufführung Pfarrkirche Sankt Leopold, Dornbirn-Hatlerdorf (Österreich): "Dornbirner Weihnachtskantate" für Chor, Soli, Harfe, Streicher, Bläser und Perkussion durch die Chöre der Musikmittelschule Dornbirn, Leitung: Michael Jagg/Axel Girardelli[1]
- 2022: Januar Uraufführung Alte Kirche St. Ulrich, Götzis (Österreich): Kantate "Venite adoremus" für TTBB, Harfe, Cello und Flöte durch den Männerchor Götzis, Leitung: Oskar Egle
- 2021: Uraufführung im MDR Fernsehen, Heiligabend: "O du fröhliche" Arrangement für gemischten Chor, #zusammenSINGENzurWEIHANCHT, durch einen virtuellen Chor, bestehend aus mehreren tausend Sängerinnen und Sängern aus Deutschland und angrenzenden Ländern.
- 2019: Uraufführung Apostel-Paulus-Kirche, Berlin-Schöneberg: INVICTUS für SSAATTBB durch "Junges Consortium Berlin" - Leitung: Vinzenz Weissenburger
- 2019: Uraufführung Collégiale Saint-Denis, Liège (Belgium): Missa "O sacrum convivium" für TTBB durch "Les Six Voix de la Main" - Dir. Thierry Lequenne
- 2018: Uraufführung in Höchst (Österreich): Auftragskomposition „Missa Hostadio“ (Chor und Streichquartett) durch den Kirchenchor St. Johann, Höchst unter der Leitung von Michael Jagg.
- 2018: Uraufführung in Altötting: Auftragskomposition „Bruder-Konrad-Kantate“ (Chor, Sopran-Solo, Orgel, Bläser und Schlagwerk) durch den Diözesankammerchor Passau unter der Leitung von Marius Schwemmer.
- 2017: Uraufführung in Heidelberg: Auftragskomposition „Die Welt, die monden ist“ (Chor, Klavier und Streichquartett) durch den Anglistenchor Heidelberg und das Exarchos-Ensemble unter der Leitung von Jan Wilke.
- 2015: Uraufführung im Hohen Dom zu Köln: Auftragskomposition „Psalm 144“ (4-8stg. Frauenchor) durch den Mädchenchor am Kölner Dom.
- 2015: Uraufführung im Limburger Dom: Auftragskomposition „Sterne II“ (Männerchor und Obertongesang) durch den Männerkammerchor Cantabile Limburg
- 2015: Uraufführung in Wiesbaden: Auftragskomposition „Wessobrunner Gebet“ (4stg. Gemischter Chor und Orchester (Streichquintett, Percussion und Klavier))
- 2014: „Ein heller, lichter, schöner Tag“ beim 9. Deutschen Chorwettbewerb in Weimar in einem Sonderkonzert des Preisträgers vom 8. Deutschen Chorwettbewerb (Vertonung eines Tagebucheintrags von Schubert)
- 2013: „Es zogen auf sonnigen Wegen“, „Bellum et pax“ durch den Landesjugendchor Saar in der Konzertreihe „DIE REISE – Ein musikalisch-theatraler Bilderbogen“.
- 2013: „Light & Love“  durch das SONUX ENSEMBLE Uetersen[2]
- 2013: Konzert des Academic Chamber Choir Kreschatyk in Kiew mit Uraufführung von vier geistlichen Werken (Gloria, Agnus Dei, Hodie Christus natus est, Ave verum)

## Preise
- 2015: Erster Preisträger beim 30. „Valentin-Becker-Kompositionswettbewerb“ in Bad Brückenau für die Komposition „Still blickt der Himmel“ (6stg. Gemischter Chor)
- 2015: Silver Platter Award für die Komposition „Power of nature“ (8stg. Gemischter Chor) durch den ACDA (American Choral Directors Association).
- 2014: Auszeichnung beim Wettbewerb „Call for Scores“ des „St. Andrews Ensemble für Neue Musik und Choristi Sanctiandree“ der Universität von St. Andrews, Schottland, Großbritannien in Zusammenarbeit mit Paul Mealor für seine Komposition „POWER OF NATURE“.
- 2012: Zweiter Preis beim Internationalen Kompositionswettbewerb des Chorverbandes Nordrhein-Westfalen für das Werk „An den Mond“ (SSAAA).

## Editionen
Die Werke von Alwin Michael Schronen sind u. a. erschienen bei Helbling Verlag, Schott Music, PH Publishers, AS Musikverlag und HAYO Musikverlag. Einige seiner Werke sind bei Bärenreiter-Verlag, Gustav Bosse Verlag und Edition Peters in Sammlungen veröffentlicht worden.

## Diskographie (Auswahl)
- 2022: CD SCHRONEN „VERSTON“ 8 Mundart-Lieder in Moselfränkisch, Label AS MUSIC
- 2020: CD Ensemble Vocapella Limburg „Schronen – Männerchöre“ 21 Werke für Männerchor a cappella, Label Rondeau
- 2019: CD Camerata Musica Limburg „Perspectives on Schubert“ The Complete Choral Works for Male Voices by Franz Schubert, Vol. 6 Arrangements and Works inspired by Schubert: Ein heller, lichter, schöner Tag (2014), Label GENUIN
- 2016: CD I Vocalisti, Hans-Joachim Lustig „Cantate Domino“ mit dem gleichnamigen Werk für 6stg. gemischten Chor, Label Rondeau, Leipzig.
- 2015: CD Ensemble Vocapella Limburg „Vom Werden und Vergehen“ mit der Komposition „Stufen“ (4-6stg. Männerchor und Violine) in Zusammenarbeit mit dem Rondeau Production, Leipzig.
- 2015: DC „Christnacht“ des Vocalensemble Landsberg (Leitung: Matthias Utz) mit der Auftragsbearbeitung „Entre le boeuf et l'âne gris“ (Arrangement für 8-stimmig gemischten Chor).
- 2014: CD des Junger Kammerchor Rhein-Neckar (Leitung: Matthias Rickert) mit adventlicher Chormusik mit dem Werk „Wachet auf“ in einer Bearbeitung.
- 2014: CD „Ecoutez!Listen!“ des Landesjugendchor Saar, produziert von Deutschlandradio Kultur in Zusammenarbeit mit dem Saarländischen Rundfunk beim Leipziger Klassiklabel GENUIN (GEN 14311)
- 2013: CD-Produktion „Light and Love“ (für Männerchor und Streichquartett bzw. Saxophon) Titelstück: Komposition von Alwin Michael Schronen (Männerchor (TTBB) a cappella). Auf der CD sind u. a. Kompositionen von Eric Whitacre (London), Paul Mealor (Aberdeen) und Ola Gjeilo. Erscheint im Herbst 2013 im Label Rondeau Bestellnummer RPO6075
- 2013: „An den Mond“ (durch den Frauenkammerchor der Hochschule Osnabrück, Ltg. Stefan Lutermann)
- 1996: CD-Einspielung der „Sotzweiler-Mauritius-Messe“